# Korita (Bijelo Polje)
Pour les articles homonymes, voir Korita.
Korita (en serbe cyrillique: Корита) est un village du nord-est du Monténégro, dans la municipalité de Bijelo Polje.

## Démographie

### Évolution historique de la population[1]
| 1948 | 1953 | 1961 | 1971 | 1981 | 1991 | 2003 |
| ---- | ---- | ---- | ---- | ---- | ---- | ---- |
| 527  | 577  | 586  | 593  | 490  | 402  | 346  |